# Я очень рад, ведь я наконец возвращаюсь домой
«Я очень рад, ведь я наконец возвращаюсь домой…», также известный как «Я возвращаюсь домой» или просто «Вокализ» — вокализ Аркадия Островского, написанный им в 1965 году. Первым исполнителем был советский баритон Эдуард Хиль. Одним из первых исполнителей вокализа был Валерий Ободзинский, который записал его в 1967 году в сопровождении концертно-эстрадного оркестра под упр. Олега Лундстрема. Видеозапись исполнения вокализа Эдуардом Хилем, сделанная в 1976 году и выложенная на YouTube в конце 2009 года, стала интернет-мемом сначала в англоязычном пространстве, а затем и в рунете.

## История
Стихи для песни о ковбое в Америке были написаны поэтом Вадимом Семерниным. Однако в итоге решено было сделать из песни вокализ. Эдуард Хиль вспоминал:
С этой песней связана целая история. Для неё сначала были написаны стихи, но они были неудачные. То есть удачные, но в то время их нельзя было публиковать. Содержание было такое: «Я скачу по прерии на своём жеребце, мустанге таком-то, а моя любимая Мэри за тысячу миль отсюда вяжет для меня чулок». В то время опубликовать такое, конечно, не получилось, и мы с композитором Аркадием Ильичом Островским решили — что ж, пусть это будет вокализ.
Сын Аркадия Островского Михаил рассказал подробности происхождения вокализа:
«Вокализ» был написан на спор с поэтом Львом Ошаниным. Работая, они часто ссорились, мирились и снова ссорились. И вот как-то раз, в сердцах, отец вскричал: «А мне твои слова в песне и не нужны, я напишу песню без слов». Так родился «Вокализ». Жизнерадостная мелодия более всего подходила Эдуарду Хилю. Он её Хилю и отдал. Репетировали они дома долго и вдохновенно. А когда песню стали записывать с оркестром, то, как рассказывал сам Хиль, замечательнейший наш дирижер Юрий Силантьев возмутился: «Как это без слов??!!». Позвали поэта В. Семернина, с которым отец до этого написал «Аиста». Эту прелестную песню – «Аист, здравствуй аист, мы, наконец, тебя дождались…» – трепетно, другого слова не подберёшь, исполнила Майя Кристалинская. «Вокализ» же отец представлял себе как песню лихого американского ковбоя. Но песню «лихого американского ковбоя» не пропустили, и от слов Семернина осталась лишь строчка-название: «Я очень рад, ведь я, наконец, возвращаюсь домой».
Подробности были рассказаны Эдуардом Хилем и Михаилом Островским в телепередаче — на творческом вечере певца.
Отрывок, получивший известность в сети, вероятнее всего, был записан, когда Хиль выступал на гастролях в Швеции:
Благодаря отсутствию слов в песне, я мог исполнять её на всех языках. Приезжая в Германию, я говорил публике, что спою песню на немецком языке. Люди думали, что это действительно так. Ждали, когда закончатся эти бесконечные «ля-ля-ля» в первом куплете, потом — во втором, а на третьем куплете — начинали смеяться. В Голландии я говорил, что спою эту песню на голландском языке и так далее. И этот самый клип, который попал в Интернет, как раз был записан в Швеции. И тот самый костюм, в котором я исполняю хит, я купил в Швеции.
Эдуард Хиль не был единственным исполнителем этого вокализа; в разное время его исполняли такие певцы, как Валерий Ободзинский (1967), Муслим Магомаев (1966), Янош Коош (1967). Сам же Хиль и ранее исполнял этот вокализ на различных концертах. Однако именно цветной «клип» 1976 года стал популярен во всём мире.

## Популярность в Интернете
В конце 2009 года ролик с выступлением Эдуарда Хиля был выложен в сеть. Ролик представляет собой фрагмент записи телеконцерта «Песни Аркадия Островского. Поёт Эдуард Хиль», вышедшего по первой программе Центрального телевидения 13 февраля 1976 года и впоследствии повторённого на ретро-канале «Время» 2 сентября 2008 года. В марте 2010 года видео стало очень популярным, набрав более 5 млн просмотров и более 13 000 комментариев за несколько месяцев.
Неповторимое звучание и стиль Хиля сделали песню трендовой, а самого Эдуарда Хиля прозвали «Мистер Трололо» (англ. The Trololo Man). Это случилось после того, как его песня и клип были показаны в одном из эпизодов шоу Рэя Уильяма Джонсона «Equals three» («=3», рус. Равна трём), которому Рэй дал название «Communist Roll’d». Позже отрывки из выступления Хиля были использованы во многих телепередачах, включая комедийное шоу «The Colbert Report». Австрийский актёр Кристоф Вальц снялся в пародии с сексуальным подтекстом, которая называется «Der Humpink». Эпизод был показан в шоу Джимми Киммела Jimmy Kimmel Live. Также выступление Хиля было спародировано в первой серии десятого сезона мультсериала «Гриффины».
Поклонники Хиля в Америке даже открыли несколько сайтов, на некоторых из них предлагается стать поклонником сообщества в социальной сети «Facebook», скачать песню себе на телефон в качестве рингтона или даже подписать петицию об организации гастрольного тура. Вопрос о том, почему из огромного числа песен Эдуарда Хиля именно эта вдруг стала так популярна, был популярной темой обсуждения в Интернете.

### Реакция Эдуарда Хиля
Самому исполнителю понравились многочисленные пародии, в числе которых отметился и оскаровский лауреат Кристоф Вальц. Позже Хиль обратился к тем, кому нравится его вокализ, с призывом совместно написать текст к музыке и исполнить её в качестве песни, а не вокализа.
Эдуард Хиль рассказывал, что о своей неожиданной славе за границей узнал случайно — от собственного внука. Он отмечал, что был ошарашен этой новостью, но отреагировал на неё положительно. «Всё это очень хорошо. Я теперь хочу выступать не под именем Эдуарда Хиля, а под псевдонимом Трололомэн. По крайне мере, рассматриваю этот вопрос», — шутил певец, которого с этого момента стали активно звать в клубы Москвы и Петербурга и вновь приглашать на телевидение.

## В киноискусстве
- Вокализ (в исполнении Ободзинского) был вставлен в мультфильм «Я встретил вас» (режиссёр А. Аляшев) и использован в фильме «Дом».
- Песня-вокализ звучит на 13-й минуте 2-й серии первого сезона сериала «12 обезьян».
- В русском озвучивании фильма «Мобильник» (англ. Cell) 2015 года по одноимённому роману Стивена Кинга вокализ играет ночью в наушниках одержимых-зомби.
- В фильме «Тихоокеанский рубеж 2» песню включает русский пилот в пути к бою.
- Также вокализ использовался в сериале 2021 «Ну, погоди! Каникулы» в 1 серии 1 сезона «На чемоданах» и фильме 2022 года «Чебурашка» от Союзмультфильм.
- В фильме «Чук и Гек. Большое приключение» мать главных героев Матрёна Петровна напевает данную песню.
- В мультсериале «Гриффины» в 1 серии 10 сезона «Лотерейная лихорадка» официант русской национальности исполняет данную песню в составе всех присутствующих в баре.
- Вокализ неоднократно звучит в сериале "Ивановы-Ивановы".